# Joachim Diederichs (Footballspieler)
Joachim Diederichs (* 1964 in Sierße) ist ein ehemaliger deutscher Footballspieler.

## Laufbahn
Diederichs spielte seit der Gründung der Braunschweig Lions im Jahr 1987 für die Mannschaft und gehörte durchgängig bis ins Jahr 2000 zum Aufgebot. Der 1,95 Meter große Verteidigungsspieler wurde mit den Niedersachsen 1999 Eurobowl-Sieger sowie 1997, 1998 und 1999 deutscher Meister. Als er seine Karriere im Jahr 2000 beendete, stand Diederichs mit 201 bestrittenen Spielen in der Rangliste der Braunschweiger Mannschaft auf dem ersten Platz. 2005 wurde er in die Ruhmeshalle des Vereins aufgenommen.